# Редбанк Тауншип (округ Армстронг, Пенсільванія)
Редбанк Тауншип (англ. Redbank Township) — селище (англ. township) в США, в окрузі Армстронг штату Пенсільванія. Населення — 974 особи (2020).

## Демографія
Згідно з переписом 2010 року, у селищі мешкали 1064 особи в 440 домогосподарствах у складі 316 родин. Було 548 помешкань
Расовий склад населення:
| - 99,0 % — білих - 0,2 % — корінних американців - 0,2 % — чорних або афроамериканців |

До двох чи більше рас належало 0,5 %. Частка іспаномовних становила 0,2 % від усіх жителів.
За віковим діапазоном населення розподілялося таким чином: 20,0 % — особи молодші 18 років, 63,9 % — особи у віці 18—64 років, 16,1 % — особи у віці 65 років та старші. Медіана віку мешканця становила 42,5 року. На 100 осіб жіночої статі у селищі припадало 94,2 чоловіків;  на 100 жінок у віці від 18 років та старших — 94,3 чоловіків також старших 18 років.
Середній дохід на одне домашнє господарство  становив 53 132 долари США (медіана — 43 929), а середній дохід на одну сім'ю — 59 253 долари (медіана — 50 833). Медіана доходів становила 45 652 долари для чоловіків та 34 500 доларів для жінок. За межею бідності перебувало 11,5 % осіб, у тому числі 17,4 % дітей у віці до 18 років та 0,0 % осіб у віці 65 років та старших.
Цивільне працевлаштоване населення становило 512 осіб. Основні галузі зайнятості: освіта, охорона здоров'я та соціальна допомога — 17,8 %, виробництво — 12,9 %, сільське господарство, лісництво, риболовля — 12,9 %.